# Grobian Gans
Grobian Gans (Sammelpseudonym von Michael Czernich, Carl-Ludwig Reichert und Ludwig Moos) veröffentlichte 1970 mit Die Ducks – Psychogramm einer Sippe eine Analyse der Bewohner Entenhausens, darunter Dagobert Duck, Donald Duck, Tick, Trick und Track, Gustav Gans und andere. Das Buch gilt als Frühwerk des Donaldismus und erlebte bis 1996 zahlreiche Auflagen. Viele von Gans’ Thesen werden allerdings von der neueren donaldistischen Forschung als überholt gewertet. Die Monografie ist gleichzeitig eine intelligente Satire auf die von der Frankfurter Schule der „Kritischen Theorie“ angeregte kritische Soziologie, die sich großer Beliebtheit in den Geisteswissenschaften und der Sozialpsychologie jener Zeit erfreute.

## Werke
- Grobian Gans: Die Ducks. Psychogramm einer Sippe. Wissenschaftliche Verlagsanstalt zur Pflege Deutschen Sinngutes, Gräfelfing vor München 1970 (Soziologie unserer Tage in der Wissenschaftlichen Verlagsanstalt zur Pflege Deutschen Sinngutes, 1)
- Grobian Gans: Die Ducks. Psychogramm einer Sippe. Rowohlt, Reinbek bei Hamburg 1972, ISBN 3-499-11481-X (Taschenbuchausgabe, Nachdrucke bis 1996, 153.–155. Tausend)